# オーランド・マジック
オーランド・マジック（Orlando Magic）は、アメリカ合衆国フロリダ州オーランドに本拠を置く全米プロバスケットボール協会 (NBA) のチーム。イースタン・カンファレンス、サウスイースト・ディビジョン所属。チーム名の「マジック」は、オーランドに本拠を置くテーマパークディズニーワールドのキャッチコピー「魔法の世界へようこそ」（マジック・キングダム）に因んでいる。

## 歴史

### 初期
オーランド・マジックは、1980年代のNBAの好調な業績に後押しされ、1989年にミネソタ・ティンバーウルブズと同じ年に創設された。
1989-90シーズン（最初のシーズン）、スコット・スカイルズ、ドラフト全体11位で指名したニック・アンダーソンなどが出場。11月4日、ニュージャージー・ネッツとの試合がチーム最初の試合で、その2日後のニューヨーク・ニックス戦で初勝利をあげて、最終的に18勝64敗に終わった。

### 1990年代
1990-91シーズンはドラフト全体4位で指名したシューターデニス・スコットが加入、その年のみウェスタン・カンファレンスのミッドウェスト・ディビジョンに所属により、最終的に31勝51敗でカンファレンス9位だった。
1991-92シーズン、この年はけが人も多く、17連敗を記録するなど、21勝61敗と低迷した。

#### シャック&ペニーの時代
苦境にある新興チームの光明となったのが、1992年のドラフト全体1位で指名したシャキール・オニールだった。オニールは1年目からシーズン平均23.4得点、13.9リバウンド、3.5ブロックと大物ぶりを発揮し、オールスターの先発、そして新人王を受賞した。この1992-93シーズンのチーム成績は41勝41敗だったが、勝敗で並んでいたインディアナ・ペイサーズがイースタン8位となりプレーオフ進出を逃した。プレーオフに進出できなかったチームの中で最も勝率が良かったものの1993年のドラフトでは2年連続で全体1位指名権を獲得するという幸運に恵まれ、指名したクリス・ウェバーをただちにゴールデンステート・ウォリアーズの指名を受けたペニー・ハーダウェイとトレードした。オニールとハーダウェイのコンビは若いチームマジックをリーグの強豪へと成長させていった。
1993-94シーズンからブライアン・ヒル監督に率いられたマジックは50勝32敗の好成績でレギュラーシーズンを終え、第4シードで初のプレーオフに進出したが1回戦でインディアナ・ペイサーズに3連敗で敗れた。

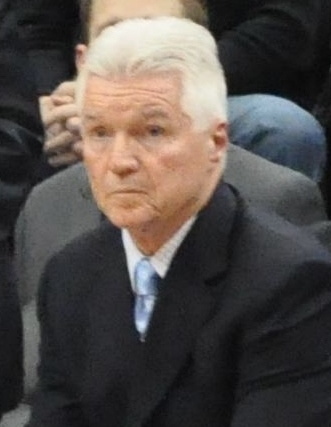
ブライアン・ヒルHC

1994-95シーズンはシカゴ・ブルズからリバウンドの取れるホーレス・グラントをフリーエージェントで獲得してベストの布陣を築き上げ、57勝25敗でイースタン1位でシーズンを終えた。プレーオフでは、セルティックス、マイケル・ジョーダンが復帰したばかりのブルズ、そしてペイサーズを破り、チーム設立5年目でNBAファイナルに進出した。ヒューストン・ロケッツとのファイナルはアキーム・オラジュワンとオニールのセンター対決に加え、お互いにいいシューターが揃っていた点で「3ポイントシュートの雨あられが降るだろう」と言われた。レギュラーシーズンをウェスタン6位と苦しみながら2年連続ファイナルに進出したヒューストン・ロケッツと比べて、若さや勢い、チーム戦力などから、下馬評ではオーランド・マジック優位との声が強かった。しかし、戦いが始まってみると経験豊富なヒューストン・ロケッツの前にリードしては逆転されるという試合展開が続き、大方の予想とは異なり4連敗で敗れ去った。シリーズ第2戦では、後にオニールと共にロサンゼルス・レイカーズでNBAファイナル優勝を果たしたロバート・オーリーにファイナル新記録の7スティールを喫した。
1995-96シーズン、マジックは60勝22敗の成績で第2シードとなり、プレーオフではデトロイト・ピストンズ、アトランタ・ホークスを破ったが、この年から3連覇することになるシカゴ・ブルズに4連敗で敗れた。シーズン終了後、オニールは「ブライアン・ヒルのもとでは優勝できない」という言葉を吐き、ロサンゼルス・レイカーズに移った。

#### シャック退団後
1996-97シーズン、マジックはハーダウェイやダレル・アームストロング、新しくフリーエージェントで加入したロニー・サイカリーを軸に戦って45勝37敗の成績を残した。このシーズンの開幕2連戦で、オーランド・マジックは日本を訪れ、ニュージャージー・ネッツと対戦した。プレーオフではマイアミ・ヒートと1回戦で対戦、最初の2ゲームで連敗したが、第5戦までもつれこませることができた。
1997-98シーズン、マジックは監督にチャック・デイリー、フロントにはジュリアス・アービングを迎え、新たな体制を整えた。しかしハーダウェイの怪我もあり、ニック・アンダーソン、新しく加入したボー・アウトローを中心に戦ったが41勝41敗と苦戦してプレーオフには進出できずに終わった。シーズン途中にサイカリーをニュージャージー・ネッツにトレードして複数の選手や将来のドラフト指名権と交換した。
1998-99シーズンはハーダウェイが故障から復帰、ドミニク・ウィルキンス、ジェラルド・ウィルキンス兄弟の獲得などをして33勝17敗でイースタン1位タイ（この年はロックアウトのためシーズン短縮）と躍進したがプレーオフでは1回戦でアレン・アイバーソン率いるフィラデルフィア・セブンティシクサーズに敗退した。シーズン終了後、ハーダウェイはフェニックス・サンズとダニー・マニング（試合出場なし）、パット・ギャリティなどとトレードされ、アンダーソン、ホーレス・グラントもトレードでチームを去った。
1999-2000シーズン、スター選手がいない中で、アームストロング、アウトロー、そして若き日のベン・ウォーレスの活躍で41勝41敗と踏みとどまり、新ヘッドコーチのドック・リバースは最優秀コーチ賞を受賞した。2000年のオフシーズン、前シーズンに節約した選手年俸でトレイシー・マグレディ、グラント・ヒルを獲得した。

### 2000年代
2000-01シーズン、マグレディがこの年開花してトップスコアラーの仲間入りをした。またドラフトで獲得したマイク・ミラーは新人王を受賞した。しかしグラント・ヒルは怪我で4試合しか出られずに43勝39敗と平凡に終わった。
2001-02シーズン、パトリック・ユーイング、ホーレス・グラントを獲得したが、グラント・ヒルは故障がちで、マグレディ、アームストロング、マイク・ミラー中心の戦いを強いられ44勝38敗、プレーオフではバロン・デイビス率いるシャーロット・ホーネッツに1勝3敗で敗れた。
2002-03シーズンはショーン・ケンプを獲得したが浮上のきっかけを掴めず、マイク・ミラーはメンフィス・グリズリーズに放出され42勝40敗、プレーオフではデトロイト・ピストンズを後一歩のところまで追い詰めた処で、マグレディの挑発で怒られたピストンズ全員は3連勝で逆転され、屈辱な敗北を喫した。2003-04シーズンも、マグレディは得点王を獲得するため無理やり得点を上げたせいで、マジックはさらに苦しみ19連敗を含む21勝61敗の結果に終わった。

#### ハワードの時代

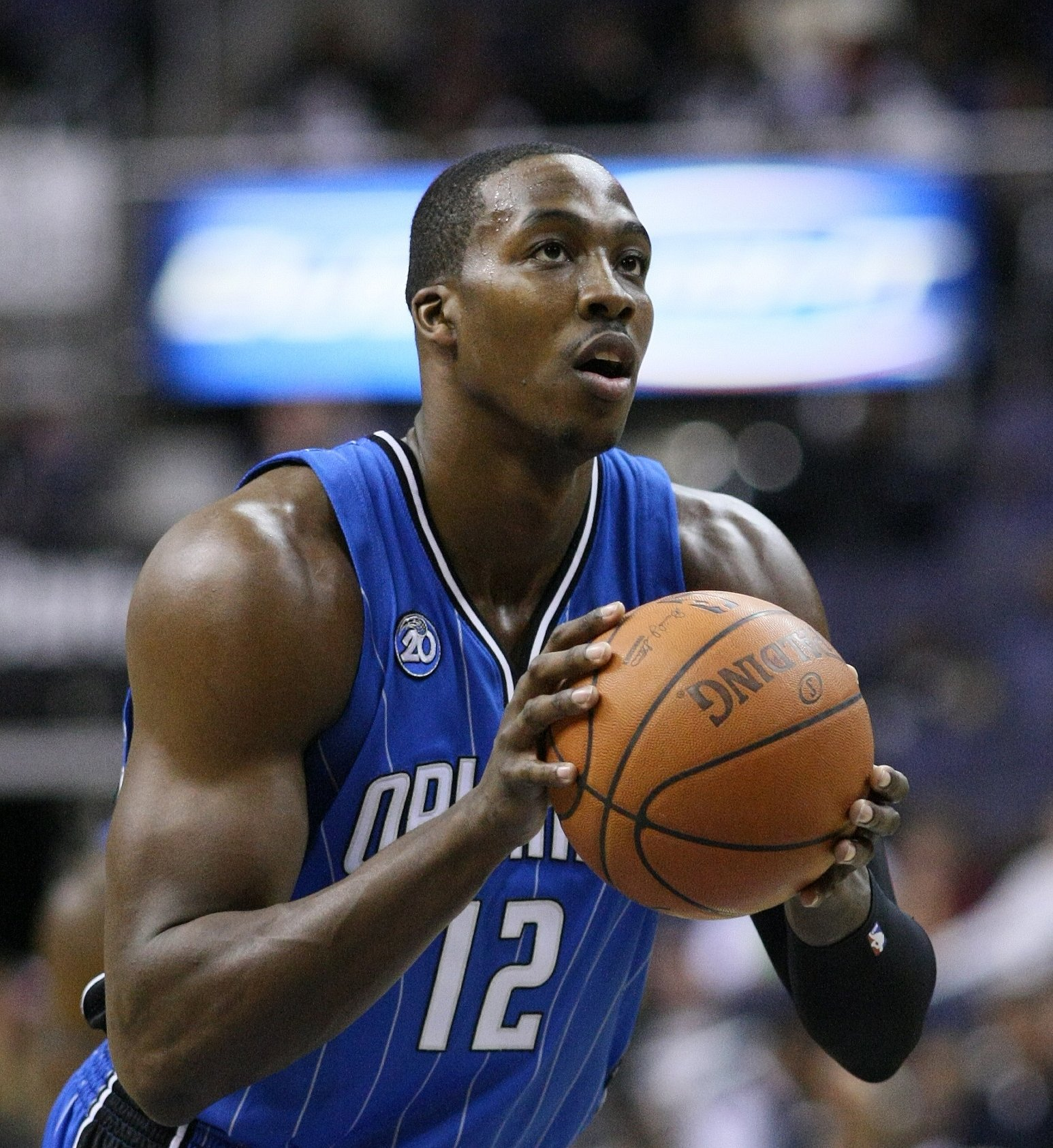
ドワイト・ハワード

2004年のオフシーズン、チームは大胆な再建に取りかかり、マグレディはスティーブ・フランシスらとトレードでヒューストン・ロケッツに放出され、フリーエージェントでヒド・ターコルーを獲得した。ドラフトでは1993年以来の全体1位指名権を獲得し、ドワイト・ハワード、ジャミーア・ネルソンを指名、時間を掛けて育成する方針を採ることになった。

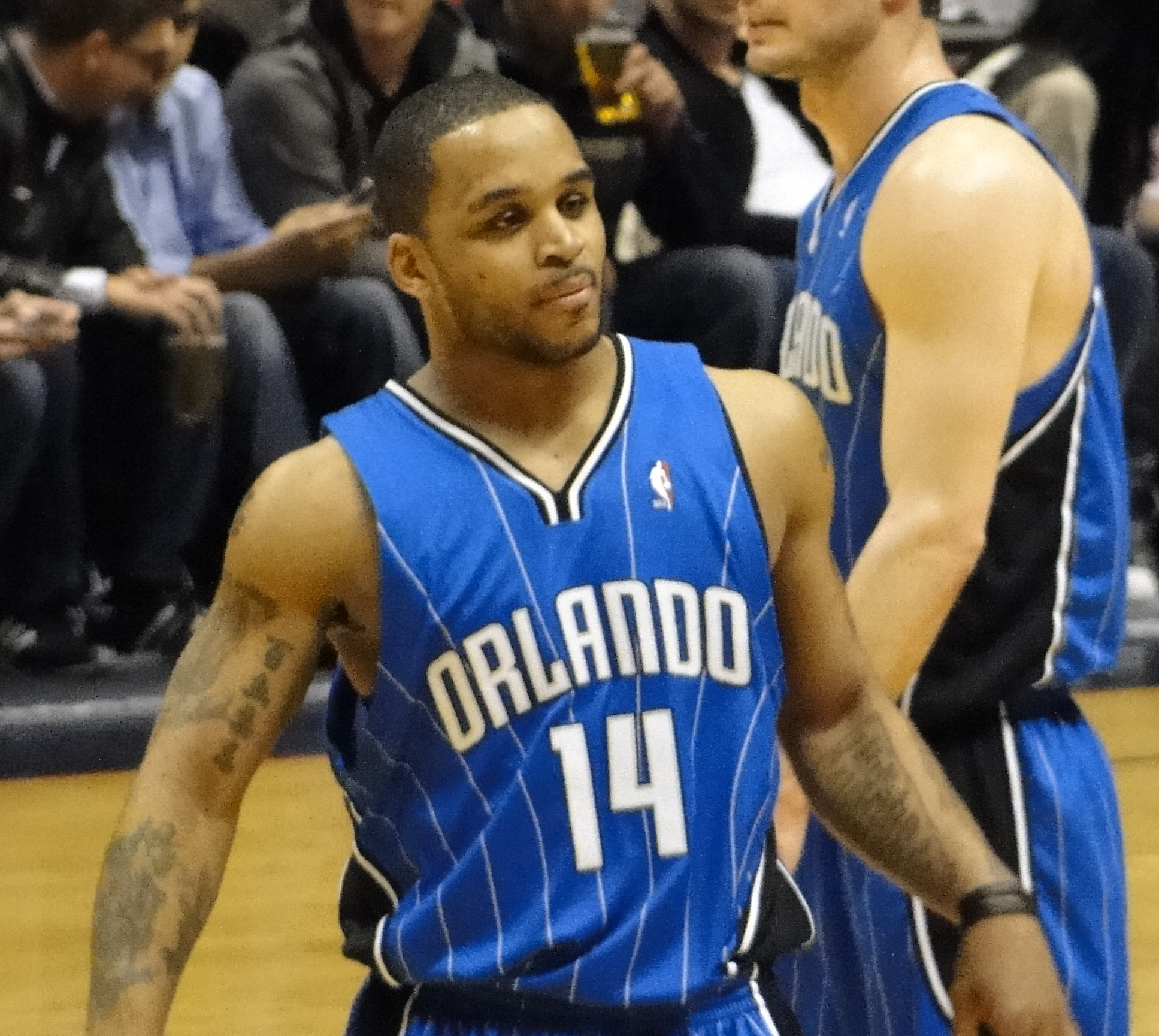
ジャミーア・ネルソン

2004-05シーズン、健康になったグラント・ヒルがオールスターに出場する活躍を見せたものの、終盤に失速し、36勝46敗と負け越し、プレーオフ進出も逃した。
2005-06シーズンは、ブライアン・ヒルがヘッドコーチに復帰、再びグラント・ヒルが故障したこともあり、序盤は大きく低迷した。チームはフランシスをニューヨーク・ニックスへ放出し、デトロイト・ピストンズよりカルロス・アローヨ、ダーコ・ミリチッチを加えた。オールスター後、チームは快進撃を続け、前年と同じ36勝46敗まで持ち直しシーズンを終えた。
2006-07シーズン、前シーズン後半の勢いを続けイースタン首位を快走している。最終的になんとかプレーオフに進出するが、4年連続カンファレンスファイナル進出中のデトロイト・ピストンズを止めることができず4連敗し、ブライアン・ヒルは解任された。

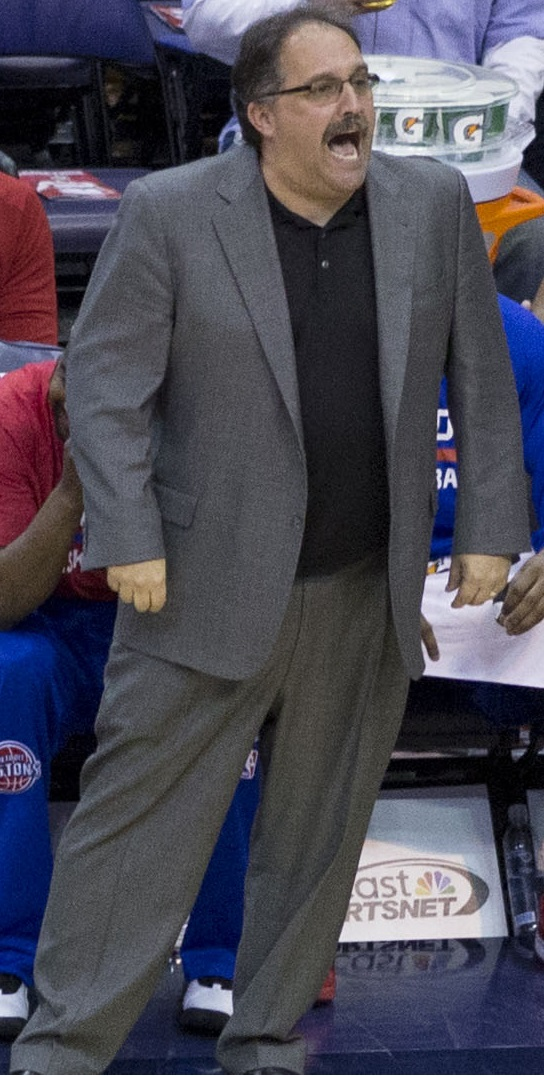
スタン・ヴァン・ガンディHC

2007-2008シーズン前、マジックは大きな動きを見せた。スタン・ヴァン・ガンディをヘッドコーチに招聘し、長年チームに在籍したグラント・ヒルはフェニックス・サンズに移籍、シアトル・スーパーソニックスからラシャード・ルイスを獲得した。前年29位という得点力の低さを改善する為で、この動きはとても注目された。そして迎えた開幕戦、ミルウォーキー・バックスに19点差をつけ快勝。その後同じく大型トレードで成功を収めていたボストン・セルティックスに初めて勝利し、8連勝を止めてみせた。特に大黒柱のドワイト・ハワードの活躍は目覚しく史上最年少でリバウンド王に輝き、またヒド・ターコルーはMIPを受賞、チームはシャック&ハーダウェイ時代以来の好成績となる52勝30敗でレギュラーシーズンを終えた。プレーオフでは1回戦でトロント・ラプターズを降し、カンファレンス準決勝まで進出するが、ピストンズの前に2年連続で敗退した。
2008-2009シーズン、チームは14年ぶりにNBAファイナルに進出したがロサンゼルス・レイカーズに1勝4敗で敗れた。シーズン後、主力のターコルーがチームを離れ、ニュージャージー・ネッツからビンス・カーターを獲得した。
2009-2010シーズンのプレーオフでは1回戦、2回戦を無傷の8連勝で勝ち上がったがカンファレンスファイナルでボストン・セルティックスに2勝4敗で敗れシーズンを終えた。

### 2010年代
2010-2011シーズン12月、主力メンバーでルイスをワシントン・ウィザーズへ、カーター、マルチン・ゴルタット、ミカエル・ピートラスをフェニックス・サンズへ放出した。代わりにウィザーズからギルバート・アリーナスを、サンズからジェイソン・リチャードソン、ターコルー、アール・クラークを獲得するビッグトレードを行ったが、このトレードが失敗となり、プレーオフには第4シードで進出したが、1回戦で昨年スウィープしたアトランタ・ホークスに2勝4敗で敗れる結果となってしまった。
2011-2012シーズンは、ロックアウトで開幕が遅れ、チームはドワイト・ハワードの契約問題に振り回された。そのハワードは契約を1年延ばしトレード期限後もチームに残留したが、腰の故障に悩まされシーズン終盤とプレーオフを欠場。大黒柱を失ったチームが勝てるわけがなく、第6シードとなったチームは、1回戦でインディアナ・ペイサーズに1勝4敗で敗れシーズンを終えた。
シーズン終了後、ハワードはロサンゼルス・レイカーズ、フィラデルフィア・セブンティシクサーズ、デンバー・ナゲッツの4チーム12人が絡むトレードでレイカーズに放出され、アーロン・アフラロやアル・ハリントンらを獲得。チームは再建期に突入した。

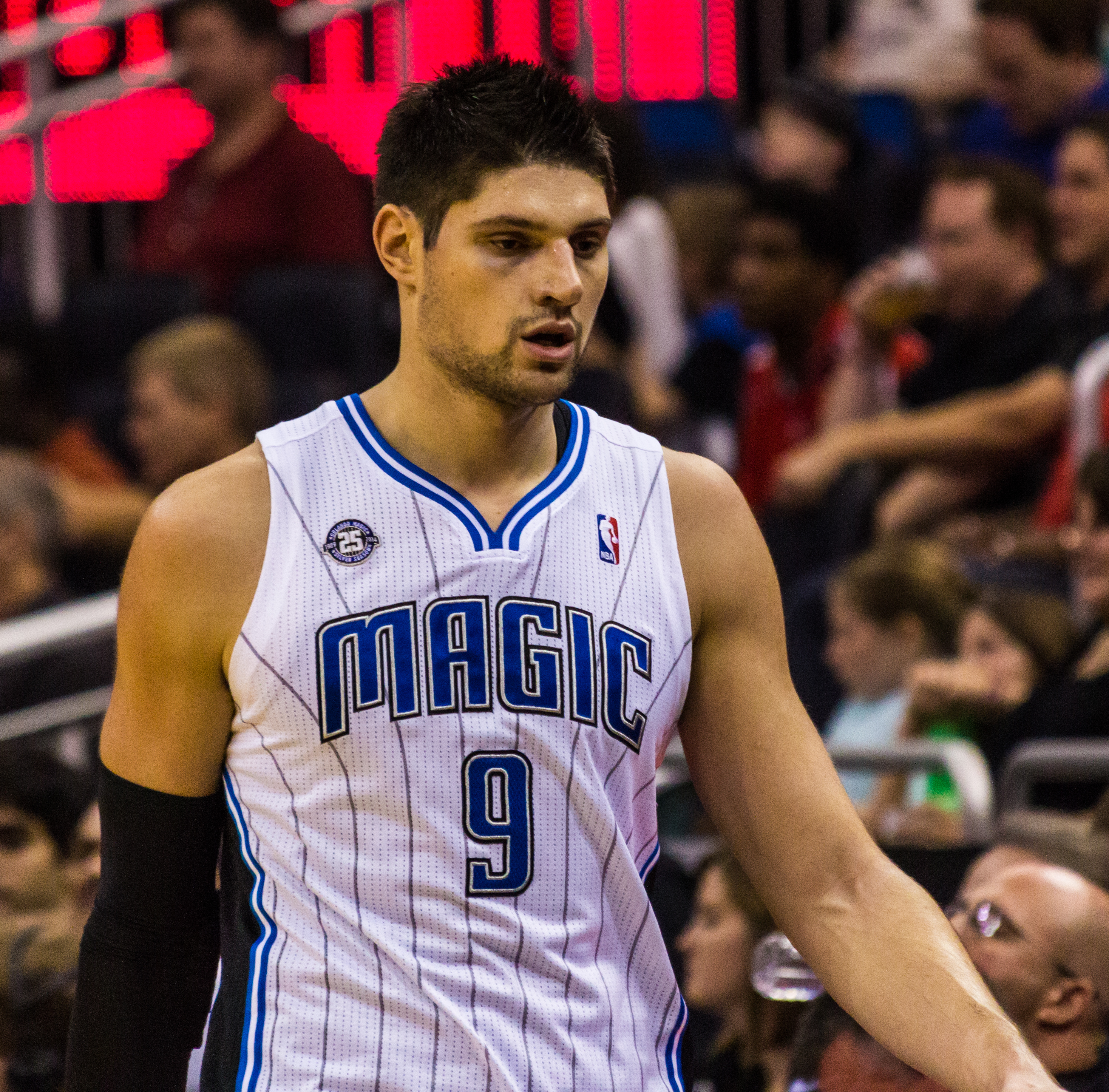
ニコラ・ブーチェビッチ

2012-13シーズンは、スタン・ヴァン・ガンディヘッドコーチ、オーティス・スミスGMが解任され、ロブ・ヘニガン新GMのもと、ハワードをロサンゼルス・レイカーズに放出後、新ヘッドコーチに、サンアントニオ・スパーズからジャック・ヴォーンを迎え、騒動を一先ず収束させた。ネルソンとターコルー、J・J・レディック、グレン・デイビスの残留するところへ、中堅のアフラロ、ハリントン、ジョシュ・マクロバーツを補強し開幕を迎えた。シーズン後半に故障者が続出し最終的に、20勝しか挙げられずディビジョン最下位にまで沈んで、プレーオフ進出は逃したものの、ニコラ・ブーチェビッチらの成長は見られた。

#### チーム再構築
2013-14シーズンは、前年の戦績から、ドラフト2位指名権が得られ、名門インディアナ大学出身のビクター・オラディポを指名した。PG、SGの両方をこなすことができるオラディポは、新人王こそマイケル・カーター＝ウィリアムスに譲ったものの、44試合に先発出場し、トリプルダブルも記録するなど、ルーキーイヤーとしては十分な活躍を見せた。しかしながら、戦績は23勝59敗と振るわずディビジョン最下位が続いた。

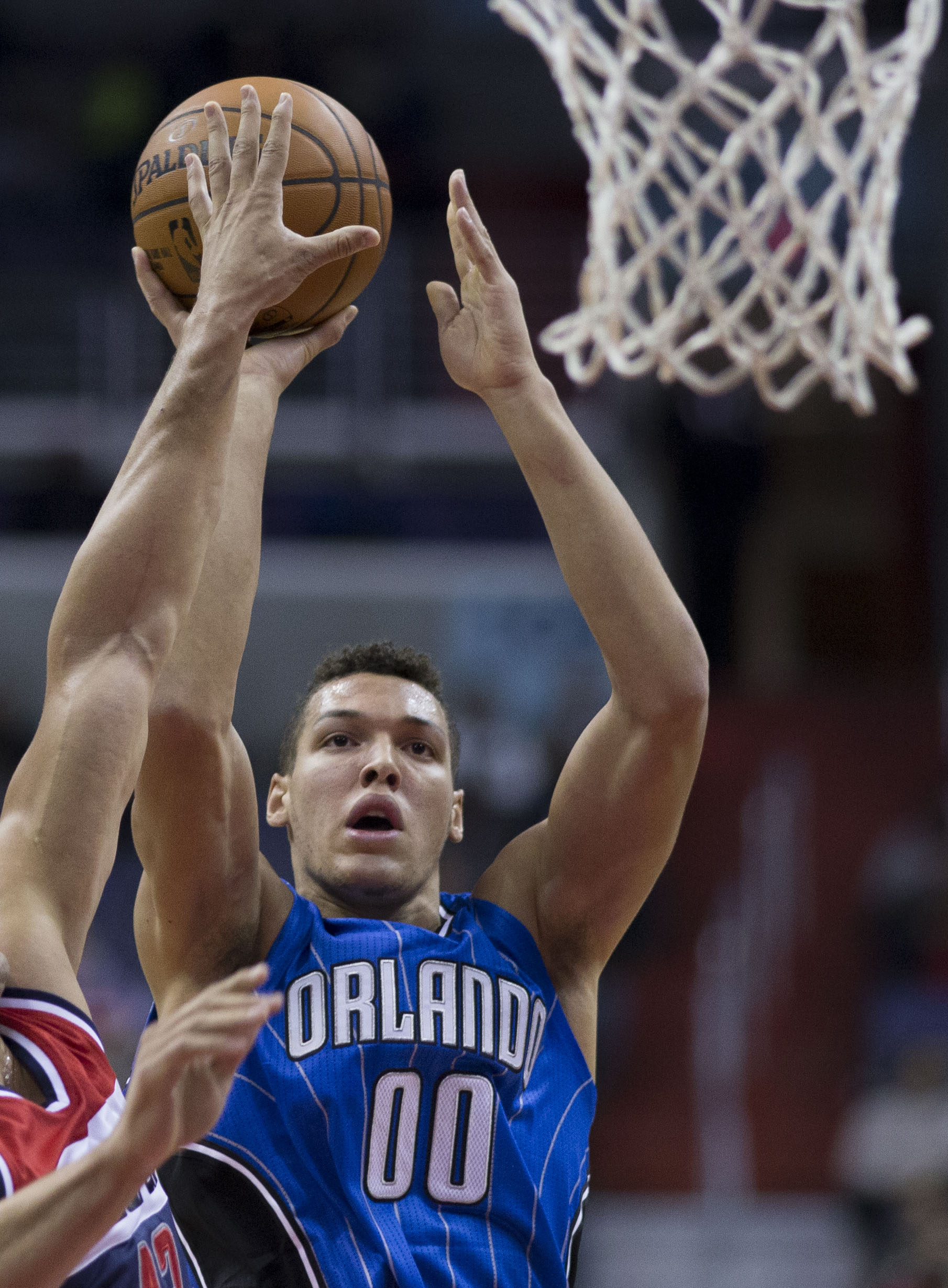
アーロン・ゴードン

2014-15シーズンは、ネルソンとアフラロの放出、チャニング・フライとベン・ゴードン、ルーク・リドナー、ウィリー・グリーンらのベテラン勢の補強と、ドラフト4位指名で、アーロン・ゴードンを獲得し、これまでのチームカラーが薄まる形で開幕に臨んだが、チーム状況は好転せず、2015年2月5日にジャック・ヴォーンヘッドコーチは解任された。その後も調子は上がらず、25勝57敗止まりで3年連続で30勝に届かなかった。そして5月29日に、マジックOBでもあるスコット・スカイルズのヘッドコーチ就任が発表された。
スカイルズを新ヘッドコーチに迎えて挑んだ2015-16シーズンは、開幕当初は5割前後の戦いで踏ん張ってきたが、徐々に負け星が増え、トレード期限日の24勝30敗の時点でミルウォーキー・バックス時代からスカイルズと確執が根深かったトバイアス・ハリスをデトロイト・ピストンズに放出。結局はその後も調子は上がらず、前シーズンより10勝上積みしたのに止まり、35勝47敗で終え、スカイルズは5月12日に辞任を表明した。
スカイルズが辞任したマジックは、インディアナ・ペイサーズを躍進させたフランク・ヴォーゲルを新HCに招聘し、更に2016年のNBAドラフトでは、オクラホマシティ・サンダーを相手に大型トレードを敢行。サージ・イバーカを新たに獲得し、更にビスマック・ビヨンボ契約するなど、積極的に動いた。しかし、2016-2017シーズンも悪い流れは変わらず、トレード期限日にはイバーカをトロント・ラプターズに放出するなど、歯車は噛み合わず、29勝53敗で終了した。2017-18シーズンは、開幕当初は5割前後だが、その後大きな連敗し、さらに主力の怪我人が続出し最終的に25勝57敗で終え、ヴォーゲルはそのシーズン終了後に解任された。
スティーブ・クリフォードを新監督に添え、2018-19シーズンを迎えた。昨季よりも守備力が向上。カンファレンス7位でレギュラーシーズンを終え、7年ぶりにプレーオフ進出を果たした。ニコラ・ブーチェビッチはNBAオールスターゲームのリザーブに選ばれた。プレーオフでは、トロント・ラプターズとの1回戦で先に先手を取るも、その後4連敗で敗退した。ラプターズはNBAファイナルで優勝した。

### 2020年代
2020-21シーズン、ジョナサン・アイザックが2020年8月に前十字靭帯断裂、マーケル・フルツも開幕直後に前十字靭帯断裂で離脱した影響で低迷した。更にトレード期限までに大型契約を抱えていたニコラ・ブーチェビッチ、アーロン・ゴードン、エバン・フォーニエらも放出。スティーブ・クリフォードHCは解雇され、新たなヘッドコーチとしてジャマール・モズリーが就任した。
2021年のNBAドラフトにて全体5位でジェイレン・サッグス、全体8位でフランツ・ワグナーを指名した。

#### バンケロの時代

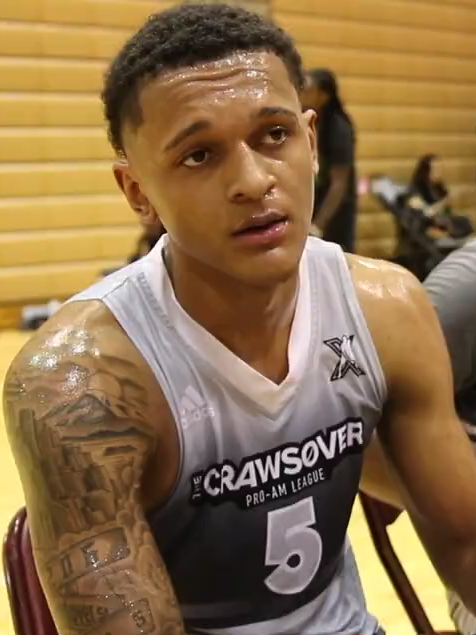
パオロ・バンケロ

2022年のドラフトにて、全体1位でパオロ・バンケロ、全体32位でケイレブ・ヒュースタンを指名した。このシーズン、バンケロは即戦力として活躍してシーズン平均20得点を記録し、チームは前年度の22勝を上回る34勝を記録。結果的に、バンケロは新人王を受賞した。
2023年のドラフトにて全体6位でアンソニー・ブラック、全体11位でジェット・ハワードを指名した。
2023-24シーズンは、バンケロ、サッグス、ワグナーらを中心にプレーオフチームとして台頭した。バンケロは自身初となるオールスターに選出、サッグスはチームの守備の要として躍動し、チームはイースタン・カンファレンス5位でプレーオフ進出を果たした。しかし、プレーオフ第1回戦でドノバン・ミッチェル擁するクリーブランド・キャバリアーズに第7戦の末に敗れた。

## シーズンごとの成績
Note: 勝 = 勝利数, 敗 = 敗戦数, % = 勝率 
| シーズン             | 勝    | 敗    | %    | プレーオフ                                                                  | 結果                                                                                                  |
| -------------------- | ----- | ----- | ---- | --------------------------------------------------------------------------- | --- |
| オーランド・マジック |       |       |      |                                                                             | |
| 1989-90              | 18    | 64    | .220 |                                                                             | |
| 1990-91              | 31    | 51    | .378 |                                                                             | |
| 1991-92              | 21    | 61    | .463 |                                                                             | |
| 1992-93              | 41    | 41    | .500 |                                                                             | |
| 1993-94              | 50    | 32    | .610 | 1回戦敗退                                                                   | ペイサーズ 3, マジック 0                                                                              |
| 1994-95              | 57    | 25    | .695 | 1回戦勝利 カンファレンス準決勝勝利 カンファレンス決勝勝利 NBAファイナル敗退 | マジック 3, セルティックス 1 マジック 4, ブルズ 2 マジック 4, ペイサーズ 3 ロケッツ 4, マジック 0     |
| 1995-96              | 60    | 22    | .732 | 1回戦勝利 カンファレンス準決勝勝利 カンファレンス決勝敗退                   | マジック 3, ピストンズ 0 マジック 4, ホークス 1 ブルズ 4, マジック 0                                  |
| 1996-97              | 45    | 37    | .549 | 1回戦敗退                                                                   | ヒート 3, マジック 2                                                                                  |
| 1997-98              | 41    | 41    | .500 |                                                                             | |
| 1998-99              | 33    | 17    | .660 | 1回戦敗退                                                                   | シクサーズ 3, マジック 1                                                                              |
| 1999-2000            | 41    | 41    | .500 |                                                                             | |
| 2000-01              | 43    | 39    | .524 | 1回戦敗退                                                                   | バックス 3, マジック 1                                                                                |
| 2001-02              | 44    | 38    | .537 | 1回戦敗退                                                                   | ホーネッツ 3, マジック 1                                                                              |
| 2002-03              | 42    | 40    | .512 | 1回戦敗退                                                                   | ピストンズ 4, マジック 3                                                                              |
| 2003-04              | 21    | 61    | .256 |                                                                             | |
| 2004-05              | 36    | 46    | .439 |                                                                             | |
| 2005-06              | 36    | 46    | .439 |                                                                             | |
| 2006-07              | 40    | 42    | .488 | 1回戦敗退                                                                   | ピストンズ 4, マジック 0                                                                              |
| 2007-08              | 52    | 30    | .634 | 1回戦勝利 カンファレンス準決勝敗退                                          | マジック 4, ラプターズ 1 ピストンズ 4, マジック 1                                                     |
| 2008-09              | 59    | 23    | .720 | 1回戦勝利 カンファレンス準決勝勝利 カンファレンス決勝勝利 NBAファイナル敗退 | マジック 4, シクサーズ 2 マジック 4, セルティックス 3 マジック 4, キャブス 2 レイカーズ 4, マジック 1 |
| 2009-10              | 59    | 23    | .720 | 1回戦勝利 カンファレンス準決勝勝利 カンファレンス決勝敗退                   | マジック 4, ボブキャッツ 0 マジック 4, ホークス 0 セルティックス 4, マジック 2                        |
| 2010-11              | 52    | 30    | .634 | 1回戦敗退                                                                   | ホークス 4, マジック 2                                                                                |
| 2011-12              | 37    | 29    | .561 | 1回戦敗退                                                                   | ペイサーズ 4, マジック 1                                                                              |
| 2012-13              | 20    | 62    | .244 |                                                                             | |
| 2013-14              | 23    | 59    | .280 |                                                                             | |
| 2014–15              | 25    | 57    | .305 |                                                                             | |
| 2015–16              | 35    | 47    | .427 |                                                                             | |
| 2016–17              | 29    | 53    | .354 |                                                                             | |
| 2017–18              | 25    | 57    | .305 |                                                                             | |
| 2018–19              | 42    | 40    | .512 | 1回戦敗退                                                                   | ラプターズ 4, マジック 1                                                                              |
| 2019–20              | 33    | 40    | .452 | 1回戦敗退                                                                   | バックス 4, マジック 1                                                                                |
| 2020–21              | 21    | 51    | .292 |                                                                             | |
| 2021–22              | 22    | 60    | .268 |                                                                             | |
| 2022–23              | 34    | 48    | .415 |                                                                             | |
| 2023–24              | 47    | 35    | .573 | 1回戦敗退                                                                   | キャバリアーズ 4, マジック 3                                                                          |
| 通算勝敗             | 1,315 | 1,488 | .469 |                                                                             | |
| プレーオフ           | 62    | 78    | .443 |                                                                             | |

## 主な選手

### 保有するドラフト交渉権
マジックは、NBA以外のリーグでプレーしている以下の未契約ドラフト指名選手の交渉権を保有している。ドラフトで指名された選手（海外出身の選手または大学選手で、ドラフトで指名したチームと契約していない選手）は、NBA以外のどのチームとでも契約することが認められており、この場合、そのチームは、その選手のNBA以外のチームとの契約が終了してから1年後まで、その選手のNBAでの交渉権を保持することになる。このリストには、他球団とのトレードで獲得した交渉権も含まれている。
| ドラフト年 | 巡目 | 指名順 | 選手                     | Pos. | 国籍   | 現所属チーム                | 注釈                       | 参照   |
| ---------- | ---- | ------ | ------------------------ | ---- | ------ | --------------------------- | -------------------------- | ------ |
| 2018       | 2    | 43     | ジャスティン・ジャクソン | F    | カナダ | カルガリー・サージ (カナダ) | デンバー・ナゲッツから獲得 | [ 15 ] |

### 年代別主要選手
太文字…殿堂入り選手 (C)…優勝時に在籍した選手 (M)…在籍時にMVPを獲得した選手 (50)…偉大な50人 (75)…偉大な75人
| 1980年代 - ニック・アンダーソン (Nick Anderson) : 1989-1999 - スコット・スカイルズ (Scott Skiles) : 1989-1994 1990年代 (プレーオフ進出：5回 ファイナル進出：1回) - デニス・スコット (Dennis Scott) : 1990-1997 - シャキール・オニール (Shaquille O'Neal) : 1992-1996 (50)(75) - ペニー・ハーダウェイ (Penny Hardaway) : 1993-1999 - ホーレス・グラント (Horace Grant) : 1994-1999, 2001-2003 - ダレル・アームストロング (Darrell Armstrong) : 1995-2003 - ボー・アウトロー (Bo Outlaw) : 1997-2001, 2005-2007 - パット・ギャリティ (Pat Garrity) : 1999-2008 2000年代 (プレーオフ進出：7回 ファイナル進出：1回) - グラント・ヒル (Grant Hill) : 2000-2007 - トレイシー・マグレディ (Tracy McGrady) : 2000-2004 - パトリック・ユーイング (Patrick Ewing) : 2001-2002 (50)(75) - ジュワン・ハワード (Juwan Howard) : 2003-2004 - ティロン・ルー (Tyronn Lue) : 2003-2004, 2009 - キース・ボーガンス (Keith Bogans : 2003-2004, 2006-2009 - スティーブ・フランシス (Steve Francis) : 2004-2006 - ドワイト・ハワード (Dwight Howard) : 2004-2012 - ジャミーア・ネルソン(Jameer Nelson) : 2004-2014 - ヒド・ターコルー (Hedo Türkoğlu) : 2004-2009, 2010-2013 - トニー・バティ (Tony Battie) : 2004-2009 - キーオン・ドゥーリング (Keyon Dooling) : 2005-2008 - J・J・レディック (JJ Redick) : 2006-2013 - モーリス・エバンス (Mauris Evans) : 2007-2008 - マルチン・ゴルタット (Marcin Gortat) : 2007-2010 - ラシャード・ルイス (Rashard Lewis) : 2007-2010 - ヴィンス・カーター (Vince Carter) : 2009-2010 - ライアン・アンダーソン (Ryan Anderson) : 2009-2012 | 2010年代 (プレーオフ進出：4回) - ジェイソン・リチャードソン (Jason Richardson)：2010-2012 - グレン・デイビス (Glen Davis) : 2011-2014 - ニコラ・ブーチェビッチ (Nikola Vučević) : 2012-2021 - アーロン・アフラロ (Arron Afflalo) : 2012-2014, 2017-2018 - トバイアス・ハリス (Tobias Harris) : 2013-2016 - ビクター・オラディポ (Victor Oladipo) : 2013-2016 - エバン・フォーニエ (Evan Fournier) : 2014-2021 - アーロン・ゴードン (Aaron Gordon) : 2014-2021 - エルフリッド・ペイトン (Elfrid Payton) : 2014-2018 - D・J・オーガスティン (D. J. Augustin) : 2016-2020 - テレンス・ロス (Terrence Ross) : 2017-2023 - ジョナサン・アイザック (Jonathan Isaac) : 2017- - マーケル・フルツ (Markelle Fultz) : 2019-2024 2020年代 (プレーオフ進出：1回) - コール・アンソニー (Cole Anthony) : 2020-2025 - ウェンデル・カーター・ジュニア (Wendell Carter Jr.) : 2021- - ジェイレン・サッグス (Jalen Suggs) : 2021- - フランツ・ワグナー (Franz Wagner) : 2021- - パオロ・バンケロ (Paolo Banchero) : 2022- - ケンテイビアス・コールドウェル＝ポープ (Kentavious Caldwell-Pope) : 2024-2025 - デズモンド・ベイン (Desmond Bane) : 2025- |

## 栄誉
| オーランド・マジックの永久欠番 |                             |      |           |        |
| No.                            | 名前                        | Pos. | 在籍期間  | 参照   |
| 6 1                            | ファン（6番目の選手として） | —    | 1989–     |        |
| 32                             | シャキール・オニール        | C    | 1992–1996 | [ 16 ] |

| バスケットボール殿堂入り | バスケットボール殿堂入り | バスケットボール殿堂入り | バスケットボール殿堂入り | バスケットボール殿堂入り |
| 選手                     | 選手                     | 選手                     | 選手                     | 選手                     |
| No.                      | 名前                     | Pos.                     | 在籍期間                 | 殿堂入り年               |
| ------------------------ | ------------------------ | ------------------------ | ------------------------ | ------------------------ |
| 21                       | ドミニク・ウィルキンス   | F                        | 1999                     | 2006                     |
| 6                        | パトリック・ユーイング   | C                        | 2001-2002                | 2008                     |
| 32                       | シャキール・オニール     | C                        | 1992-1996                | 2016                     |
| 1                        | トレイシー・マグレディ   | G                        | 2000-2004                | 2017                     |
| 33                       | グラント・ヒル           | F                        | 2000-2007                | 2018                     |
| 4                        | ベン・ウォーレス         | C/F                      | 1999-2000                | 2021                     |
| 15                       | ヴィンス・カーター       | F                        | 2009-2010                | 2024                     |
| 指導者                   |                          |                          |                          |                          |
| 名前                     | 名前                     | Pos.                     | 在籍期間                 | 殿堂入り年               |
| チャック・デイリー       | チャック・デイリー       | ヘッドコーチ             | 1997-1999                | 1994                     |

### FIBA殿堂入り
| オーランド・マジックFIBA殿堂入り | オーランド・マジックFIBA殿堂入り | オーランド・マジックFIBA殿堂入り | オーランド・マジックFIBA殿堂入り | オーランド・マジックFIBA殿堂入り |
| 選手                             | 選手                             | 選手                             | 選手                             | 選手                             |
| No.                              | 名前                             | Pos.                             | 在籍期間                         | 殿堂入り年                       |
| -------------------------------- | -------------------------------- | -------------------------------- | -------------------------------- | -------------------------------- |
| 32                               | シャキール・オニール             | C                                | 1992–1996                        | 2017                             |
| コーチ                           |                                  |                                  |                                  |                                  |
| 名前                             | 名前                             | 役職                             | 在籍期間                         | 殿堂入り年                       |
| チャック・デイリー               | チャック・デイリー               | ヘッドコーチ                     | 1997–1999                        | 2021                             |

### オーランド・マジック殿堂入り
2014年にマジックは、チームやコミュニティに多大なる影響を与えた選手、コーチ、エグゼクティブなどを称えるために、チームの殿堂入りを創設した。
| オーランドマジック   | オーランドマジック       | オーランドマジック   | オーランドマジック  | オーランドマジック |
| 選手                 | 選手                     | 選手                 | 選手                | 選手               |
| No.                  | 名前                     | Pos.                 | 在籍期間            | 殿堂入り年         |
| -------------------- | ------------------------ | -------------------- | ------------------- | ------------------ |
| 25                   | ニック・アンダーソン     | G                    | 1989–1999           | 2014               |
| 32                   | シャキール・オニール     | C                    | 1992–1996           | 2015               |
| 1                    | ペニー・ハーダウェイ     | G                    | 1993–1999           | 2017               |
| 1                    | トレイシー・マグレディ   | G/F                  | 2000–2004           | 2018               |
| 10                   | ダレル・アームストロング | G                    | 1995–2003           | 2020               |
| 3                    | デニス・スコット         | F                    | 1990–1997           | 2023               |
| スタッフ             |                          |                      |                     |                    |
| 名前                 | 名前                     | 役職                 | 在籍期間            | 殿堂入り年         |
| パット・ウィリアムズ | パット・ウィリアムズ     | 共同創設者           | 1988–               | 2014               |
| リチャード・デヴォス | リチャード・デヴォス     | オーナー             | 1991–2018           | 2016               |
| ジム・へウィット     | ジム・へウィット         | 創設者               | —                   | 2017               |
| デビッド・スティール | デビッド・スティール     | アナウンサー         | 1989–               | 2019               |
| ブライアン・ヒル     | ブライアン・ヒル         | ヘッドコーチ         | 1993–1997 2005–2007 | 2022               |
| ジョン・ガブリエル   | ジョン・ガブリエル       | ゼネラルマネージャー | 1996–2004           | 2022               |

## コーチ、その他

### 歴代ヘッドコーチ
- マット・グーカス (Matt Guokas) (1989-90/1992-93)
- ブライアン・ヒル (Brian Hill)(1993-94/1996-97)
- リッチー・アデュベイト (Richie Adubato) (1996-97)
- チャック・デイリー (Chuck Daly) (1997-98/1998-99)
- ドック・リバース (Doc Rivers) (1999-00/2003-04)
- ジョニー・デイビス (Johnny Davis) (2003-04/2004-05)
- クリス・ジェント (Chris Jent) (2004-05)
- ブライアン・ヒル (Brian Hill)(2004-05/2006-07)
- スタン・ヴァン・ガンディ (Stan Van Gundy) (2007-08/2011-12)
- ジャック・ヴォーン (Jack Vaughn) (2012-13/2014-15)
- スコット・スカイルズ (Scott Skiles) (2015-16)
- フランク・ヴォーゲル (Frank Vogel) (2012-13/2014-15)
- スティーブ・クリフォード (Steve Clifford) (2018-19/2020-21)

## チーム記録
- オーランド・マジックのチーム記録